# Philornis downsi
Philornis downsi (лат.) — вид двукрылых из семейства настоящих мух, распространённый в Южной Америке. Видовое название дано в честь американского диптеролога Джорджа Уилбура Даунса. Личинки первого возраста паразитируют в носовых пазухах и перьях птенцов, личинки второго и третьего возраста питаются кровью птенцов. Продолжительность жизненного цикла составляет от 17 до 23 дней. В число хозяев входят около 150 видов птиц.
Попав в 1960-е годы на Галапагосские острова, насекомое с 1990-х годов стало оказывать значительное влияние на популяции эндемичных видов птиц. С 2006 года считается наиболее опасным чужеродным видом на этих островах.

## Описание
Длина тела составляет 7—8 мм. Верхняя часть лба узкая (у самцов 0,083—0,115 от ширины головы, у самок 0,164—0,184), книзу лоб расширяется. Орбиты серебристо-серые. Вдоль лобной полосы 10—12 щетинок. Щёки в чёрных волосках. Затылок вогнутый. Среднеспинка сероопылённая с четырьмя тёмными продольными полосами. Плечевые бугорки чёрные и жёлтые. Дыхальца жёлтые. Крылья прозрачные. Основание костальной жилки и жужжальца жёлтые. Ноги у самца жёлтые, а у самки чёрные. Брюшко тёмное в мраморном опылении. У самок на последнем тергите брюшка с рядом торчащих волосков. Яйцеклад состоит из 7—9 сегмента, которые втягиваются внутрь брюшка. Длина яйцеклада достигает почти 80 % длины брюшка. У самцов пятый стернит брюшка и его генитальные сегменты жёлтые.
Тело личинок первого возраста покрыто шипиками. Ротовые органы личинок первого возраста с 3—4 зубоподобными шипами, которые сближены с ротовыми крючками. Передние дыхальца отсутствуют. Задние дыхальца округлые, пигментированные. Имеются две овальные дыхальцевые прорези.
У личинок второго и третьего возраста около ротового отверстия имеются 2—3 коротких ряда крепких шипов и несколькими рядами более мелких шипиков. У личинок второго возраста появляются передние дыхальца полукругллой формы с 5—6 дыхальцевыми долями. Задние дыхальца — как у личинок первого возраста.
Пупарий коричневый, покрыт пенистым коконом. Задние дыхальца куколок черноватые, округлые.

## Биология
Имаго питаются различными разлагающимися веществами, нектаром и фруктами. Самки откладывают яйца у основания гнёзда по 200 штук.
Личинки паразитируют на птенцах и взрослых птицах многих видов, в том числе Cacicus cela, Coereba flaveola, Crotophaga ani, Legatus leucophaius, Galbula ruficauda, Mimus gilvus, Molothrus bonariensis, Pitangus sulfuratus, Progne chalybea, Ramphocelus crabro, Tachyphorus rufus, Turdus nudigenis, Tyrannus melancholicus. К 2018 году в качестве хозяев Philornis downsi зарегистрированы 150 видов птиц. Личинки Philornis downsi оказывают влияние на популяции многих редких, эндемичных видов птиц фауны Галапагосских островов. В 2006 году вид был отнесён к наиболее опасным чужеродным видам. Особенно уязвимыми оказались виды галапагосских вьюрков Mimus trifasciatus, Camarhynchus heliobates и Camarhynchus pauper. Все три вида включены в список угрожаемых видов Международного союза охраны природы.
Личинки первого возраста живут в носовых пазухах и перьях птенцов. Взрослые личинки (второго и третьего возраста) живут в гнезде, питаются кровью птенцов. Потеря крови у птенцов может составлять от 18 до 55 %. Если птенец погибает, личинки питаются тканями мёртвой птицы. В условиях эксперимента яйца развиваются в течение трёх дней. Продолжительность жизни личинки составляет 9—10 дней. По наблюдениям в природе, личинки могут завершить развитие за 4—7 дней.

Повреждение личинками Philornis downsi клюва малого земляного вьюрка
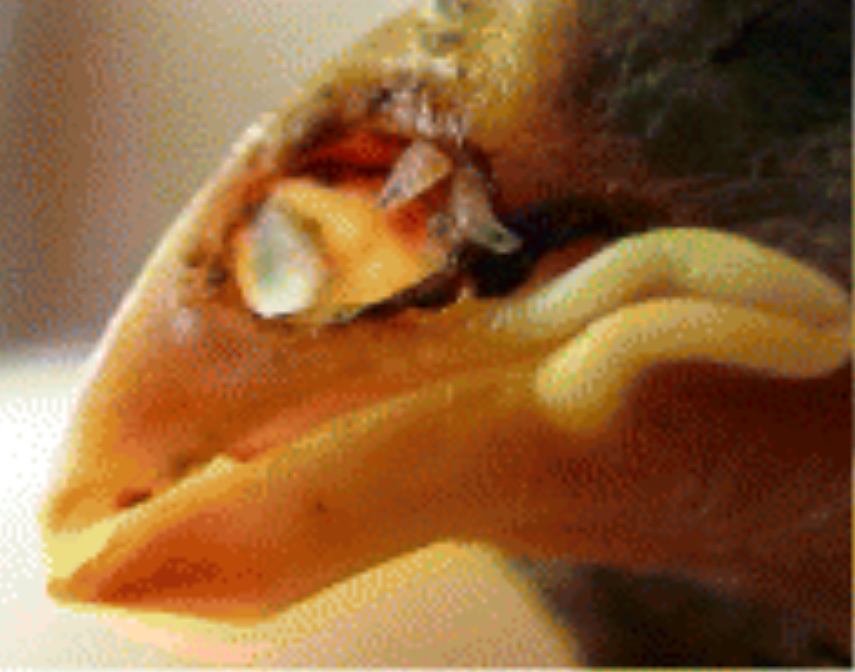
Гнездовой птенец
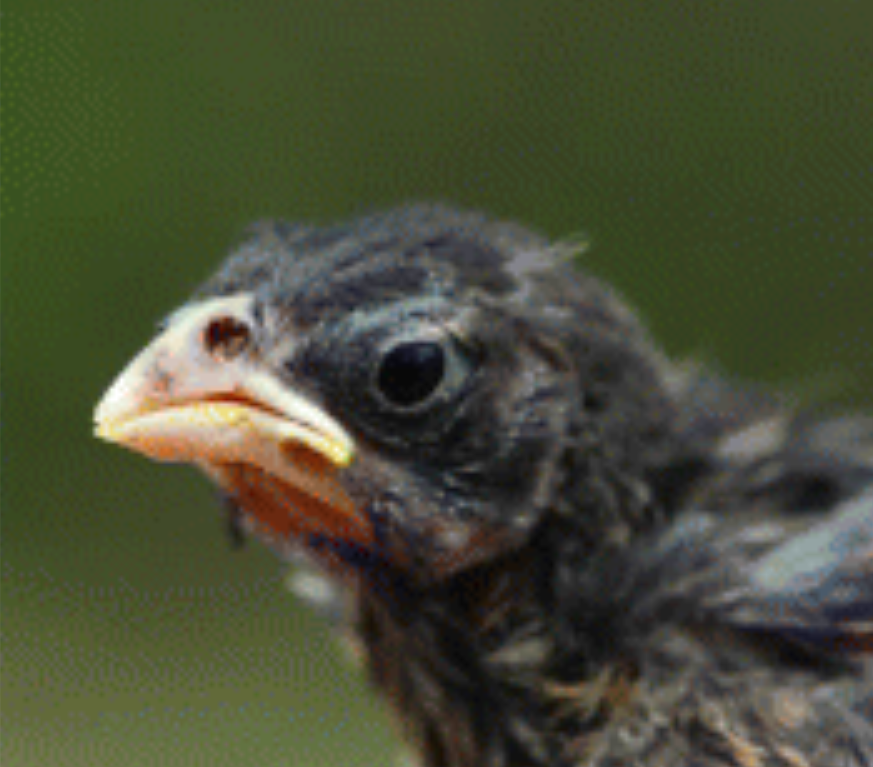
Слёток
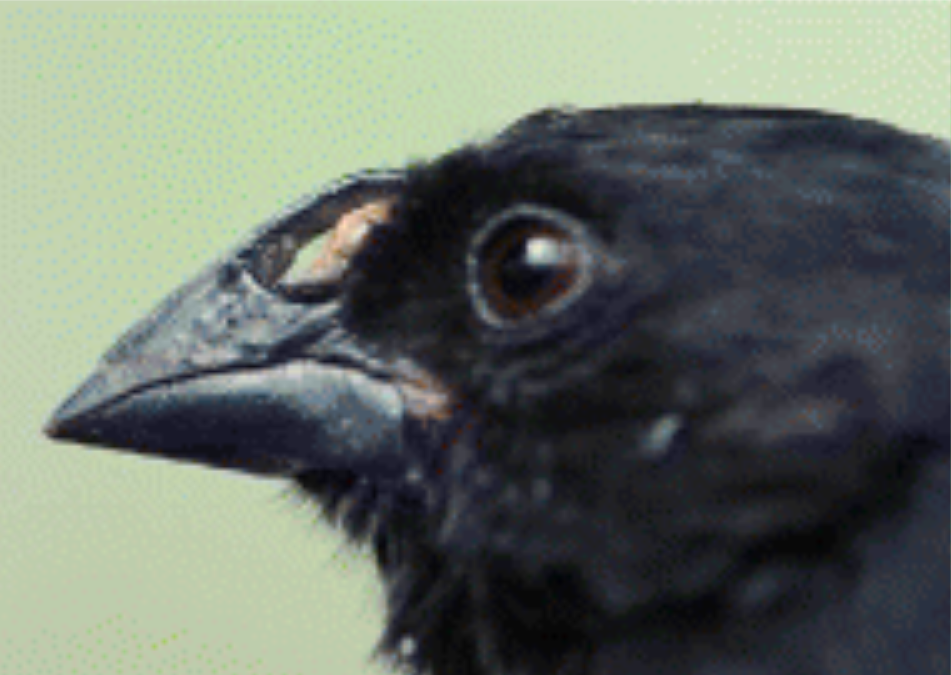
Взрослая птица

Окукливание происходит на дне гнёзда. Развитие куколки продолжается 10—14 дней. Таким образом, общая продолжительность жизненного цикла составляет от 17 до 23 дней. Смертность птенцов может достигать 100 %.
Число личинок паразитов определяется размером жертвы. У мелкого вьюрка Certhidea olivacea массой 9,4 г отмечено около 37 личинок, а у более крупного вида Cactospiza pallida (22 г) может паразитировать до 72 личинок на одну особь хозяина. В некоторых исследованиях указано, что интенсивность заражения птиц личинками Philornis downsi возрастает при увеличении температуры и уровня осадков, однако другие учёные говорят, что связь между погодными условиями и заражённостью птиц может быть не столь однозначной. Отмечено, что у гибридов вьюрков Camarhynchus parvulus и Camarhynchus pauper интенсивность поражения личинками птенцов снижается на 50—60 %. Заражённость птенцов значительно изменялась в зависимости от высоты гнездования над уровнем моря. В гнёздах условиях низменности (ниже 100 м над уровнем моря) было около 8 личинок, а в местообитаниях расположенных выше 300 м над уровнем моря интенсивность паразитирования достигала 40 личинок на гнездо.
Было замечено, что вьюрки подбирают кусочки хлопка для строительства гнёзда. Был проведён эксперимент, в котором вокруг гнёзд вьюрка были развешены на решётках кусочки хлопка, обработанные 1%-м раствором перметрина, на других решётках был развешан хлопок, обработанный водой. В гнёздах, где обнаруживался хлопок, обработанный инсектицидом, было в два раза меньше личинок паразитов, чем в контрольных гнёздах (с хлопком, пропитанным водой). Этот метод является самым эффективным для снижения интенсивности паразитирования Philornis downsi на редких видах вьюрков.
Паразитоидами пупариев Philornis downsi являются наездники из семейства Chalcididae Conura annulifera и Brachymeria subrugosa. Эти виды наездников предлагается использовать для биологической борьбы с Philornis downsi на Галапагосских островах.

## Распространение
Вид описан с острова Тринидад по материалам, которые собрали в 1957 году американские диптерологи Томас Эйткен и Джордж Уилбур Даунс. Дальнейшие исследования показали, что этот вид широко распространён в Южной Америке. По данным анализа музейных коллекций птиц, Philornis downsi появился на Галапагосских островах в 1964 году, но до 1997 года был малочисленным и паразитирование на живых птицах в природе не отмечалось. Самая высокая интенсивность инвазии паразита отмечена на острове Санта-Крус. Возможно, завезён из Эквадора на грузовых судах и самолётах с овощами и фруктами.